# Pie cúbico por minuto
Pies cúbicos por minuto (en inglés cubic feet per minute, siglas CFPM o CFM) es una unidad de medida anglosajona (no incluida en el Sistema Internacional de Unidades), que mide el caudal o flujo de un gas o líquido, indicando el volumen, en pies cúbicos, que pasa por una sección determinada, en la unidad de tiempo.

## Factor de conversión para conversiones al Sistema Internacional de Unidades
Para efectuar las conversiones se considera:
1 pie=0.3048 metros, 1 m³=1,000 L
1 cfm es el acrónimo de 1 pie³/min = 1 ft³/min. Por lo tanto,
{\displaystyle {\rm {{\frac {1pie^{3}}{1minuto}}\cdot {\frac {(0.3048m)^{3}}{1pie^{3}}}\cdot {\frac {1minuto}{60s}}}}}
resultando 1 cfm = 4.71947×10−4 m³ s−1
También,
{\displaystyle {\rm {{\frac {1pie^{3}}{1minuto}}\cdot {\frac {(0.3048m)^{3}}{1pie^{3}}}\cdot {\frac {1,000L}{1m^{3}}}\cdot {\frac {1minuto}{60s}}}}}
dando como resultado: 1 cfm =)) 0.47195 L s−1
De forma similar, para convertir pies cúbicos por minuto (pie³/min) a metros cúbicos por hora (m³/h), hay que multiplicar por: 1.699.

## CFPM, SCFM y ACFM
Standard cubic feet per minute (SCFM) corresponde al CFPM en condiciones estándar, mientras que Actual cubic foot per minute (ACFM) corresponde al CFPM real ("actual" en inglés significa "real") en condiciones distintas de las estándar (las cuales hay que indicar).

## Aplicaciones
La unidad CFPM, y sus correspondientes del Sistema Internacional, se usan, por ejemplo, en:
- Compresores de aire y herramientas neumáticas.
- Refrigeración de computadoras, específicamente en overclocking.
- Máquinas de humo.
- Hidrología.
- Higiene industrial.
- Sandblasting
- Ventilación y climatización
- etc.

El pie cúbico por minuto también fue ampliamente usado para expresar los flujos, en el desarrollo de elementos específicos, como carburadores, y todavía se usa en campos donde los carburadores están todavía en uso, como en modelismo de aviones, coches clásicos, etc.
- Datos: Q856240